# Dundee Whalers
I Dundee Whalers sono stati una squadra di football americano, di Dundee, in Scozia; attivi tra gli anni 1980 e gli anni 1990, hanno vinto una Thistle League e sono arrivati secondi in 2 edizioni della SGA League.

## Dettaglio stagioni

### Tornei

#### Tornei locali

##### Thistle League
| Stagione | regular season | regular season | regular season | regular season | regular season | regular season | playoff | playoff | playoff | playoff | playoff | playoff   | playoff    |
|          | Vin            | Par            | Per            | Tot            | PF             | PS             | Vin     | Per     | Tot     | PF      | PS      | risultato | avversaria |
| -------- | -------------- | -------------- | -------------- | -------------- | -------------- | -------------- | ------- | ------- | ------- | ------- | ------- | --------- | ---------- |
| 1987     | 10             | 0              | 0              | 10             | 453            | 93             | -       | -       | -       | -       | -       | -         | -          |
| Totale   | 10             | 0              | 0              | 10             | 453            | 93             | -       | -       | -       | -       | -       |           |            |

Fonti: Enciclopedia del Football - A cura di Roberto Mezzetti

##### SGA
| Stagione | regular season | regular season | regular season | regular season | regular season | regular season | playoff | playoff | playoff | playoff | playoff | playoff   | playoff               |
|          | Vin            | Par            | Per            | Tot            | PF             | PS             | Vin     | Per     | Tot     | PF      | PS      | risultato | avversaria            |
| -------- | -------------- | -------------- | -------------- | -------------- | -------------- | -------------- | ------- | ------- | ------- | ------- | ------- | --------- | --------------------- |
| 1995     | 5              | 0              | 4              | 9              | 172            | 188            | -       | -       | -       | -       | -       | -         | -                     |
| 1996     | ?              | ?              | ?              | ?              | ?              | ?              | ?       | ?       | ?       | ?       | ?       | ?         | ?                     |
| 1997     | ?              | ?              | ?              | ?              | ?              | ?              | 0       | 1       | 1       | 6       | 24      | SGA Bowl  | East Kilbride Pirates |
| Totale   | 5+?            | 0+?            | 4+?            | 9+?            | 172+?          | 188+?          | 0+?     | 1+?     | 1+?     | 6+?     | 24+?    |           |                       |

Fonti: Enciclopedia del Football - A cura di Roberto Mezzetti

### Riepilogo fasi finali disputate
| Anno           | Luogo | Evento | Fase del torneo | Incontro                               | Risultato |
| 17 agosto 1997 |       | SGA    | SGA Bowl        | East Kilbride Pirates - Dundee Whalers | 24 - 6    |

## Palmarès
- 1 Thistle League (1987)